# Wspólnota administracyjna Schiefergebirge
Wspólnota administracyjna Schiefergebirge (niem. Verwaltungsgemeinschaft Schiefergebirge) – wspólnota administracyjna w Niemczech, w kraju związkowym Turyngia, w powiecie Saalfeld-Rudolstadt. Siedziba wspólnoty znajduje się w miejscowości Probstzella. Do 30 grudnia 2013 nazwa wspólnoty brzmiała Probstzella-Lehesten-Marktgölitz. 31 grudnia 2013 do wspólnoty przyłączono miasto Gräfenthal.
Wspólnota administracyjna zrzesza trzy gminy, w tym dwie gminy miejskie (Stadt) oraz jedną gminę wiejską:
1. Gräfenthal
2. Lehesten
3. Probstzella

Do dnia 15 marca 2004 do wspólnoty należała również gmina Marktgölitz, która następnego dnia stała się dzielnicą gminy Probstzella.